# 皮什比賈爾村
皮什比賈爾村（波斯語：‎），是伊朗吉兰省阿姆拉什县中央區北阿姆拉什鄉的村。2006年人口普查顯示該村有87个家庭，人口为260人。